# SM 캉
스타드 말레르브 캉(Stade Malherbe Caen)은 프랑스의 축구 클럽으로, 캉에 위치한 스타드 미셸 도르나노 경기장을 근거지로 한다. 1913년 창단되었다.

## 역대 성적
- 리그 2 우승 2회
  - 우승: 1996, 2010
  - 준우승: 2004, 2007
- 쿠페 드 라 리그
  - 준우승: 2005

## 선수 명단

### 현역
참고: FIFA 자격 규정에 따라 소속된 국가대표팀 국기를 표시합니다. 선수는 복수의 FIFA 비회원국 국적을 가지고 있을 수 있습니다.
| 번호 | 포지션 | 국적             | 이름                             |
| ---- | ------ | ---------------- | -------------------------------- |
| 1    | GK     | 알제리           | 안소니 만드레아                  |
| 5    | DF     | 가봉             | 알렉스 요완 케빈 무케투 무사운다 |
| 16   | GK     | 마르티니크       | 야니스 클레멘티아                |
| 22   | FW     | 모로코           | 모하메드 하피드                  |
| 24   | MF     | 모로코           | 야신 벤라후                      |
| 35   | GK     | 콩고 민주 공화국 | 파르파이트 만단다                |

| 번호 | 포지션 | 국적 | 이름 |
| ---- | ------ | ---- | ---- |

## 역대 감독
| 감독          | 임기        |
| ------------- | ----------- |
| 장루이 가세트 | 2000 ~ 2001 |